# Pedro Joaquín Coldwell
Pedro Joaquín Coldwell, född 15 mars 1950, är en mexikansk politiker och företagsledare som är Mexikos energiminister samt styrelseordförande för det nationella petroleumbolaget Pemex (Petróleos Mexicanos) sedan 1 december 2012 när han efterträdde Jordy Herrera Flores. Han har tidigare varit partiordförande för det institutionella revolutionära partiet, minister för turism och både senator och guvernör för delstaten Quintana Roo.
Coldwell avlade en juristexamen vid Universidad Iberoamericana.